# Emmy Freundlichová
Emma „Emmy“ Freundlichová(nepřechýleně Freundlich, rozená Köglerová; 25. června 1878 Ústí nad Labem – 16. března 1948 New York) byla politička a spisovatelka.

## Život
Byla dcerou Adolfa Köglera, architekta, stavitele a starosty města Ústí nad Labem. V roce 1900 se provdala za sociálnědemokratického novináře židovského původu Lea Freundlicha (1875–1954), s kterým se přestěhovala do Šumperku, kde Leo Freundlich pracoval jako redaktor listu „Volkswacht“ a svůj optimistický pohled na nové století publikoval v tomto listu již v dubnu 1900. I přes narození dvou dcer byla Emmy Freundlichová v sociálně demokratickém prostředí na Moravě aktivní a výrazně se angažovala v dění v dělnickém domě založeném v roce 1903. Od roku 1907 publikovala také v listu „Kampf“, teoretickém orgánu rakouské sociální demokracie, zejména o ženských a rodinných otázkách. Leo Freundlich byl v roce 1907 zvolen za Šumperk do parlamentu. V důsledku volební porážky německy mluvících sociálních demokratů v roce 1911, při níž přišel o mandát i Freundlich, se manželé v roce 1911 přestěhovali do Vídně a v témže roce se rozvedli. 
Ve Vídni se Emma Freundlichová zapojil do sociálně demokratické skupiny kolem Karla Rennera a do hnutí spotřebních družstev. Během 1. světové války byla jmenována do Potravinářského úřadu Ředitelství válečného hospodářství. V roce 1918 se stala členkou vídeňské městské rady a zůstala jí až do roku 1923. Následující rok byla kandidátkou Sociálně demokratické strany ve volbách do Ústavodárného shromáždění a byla jednou z osmi zvolených žen, prvních rakouských poslankyň. Znovu byla zvolena v letech 1920, 1923, 1927 a 1930. V roce 1921 se stala prezidentkou International Cooperative Women's Guild, tuto roli zastávala až do roku 1948. V roce 1927 byla delegátka a viceprezidentka Světové ekonomické konference, která se konala v Ženevě. V roce 1928 byla jediná žena v hospodářském výboru Společnosti národů.
Po rakouské občanské válce v roce 1934 byla uvězněna. V roce 1939 odešla do Londýna. Během druhé světové války byla spoluzakladatelka a předsedkyně Rakouského výboru pro pomoc a rekonstrukci.   V roce 1947 se přestěhovala do New Yorku, aby se stala pozorovatelkou Hospodářské a sociální rady OSN. 